# Moudjahid (Algérie)
Pour les articles homonymes, voir Moudjahid.
Un moudjahid est le titre officiel de toute personne (algérienne ou étrangère) qui a combattu pendant la Guerre d'Algérie dans le FLN, pour l'indépendance de l'Algérie. Le mot désigne dans l'islam un combattant de la foi, engagé dans le jihad. 

## Définition
En Algérie, moudjahid est le titre officiel du combattant qui a participé à la guerre d'indépendance de manière effective, permanente et sans interruption dans des structures et/ou sous la bannière du Front de libération nationale (FLN) durant la période allant du 1er novembre 1954 au 19 mars 1962. Le journal officiel du FLN s'intitulait d'ailleurs El Moudjahid.
Dans l'ouvrage Un silence religieux, le journaliste Jean Birnbaum démontre que la signification religieuse du mot a été délibérément occultée pour l'opinion internationale.

## Statut officiel
Peut bénéficier du statut de Moudjahid :
- Membre de l'Armée de libération nationale (ALN)
- Membre du Front de libération nationale (FLN) : 
  - Fidaï[1]
  - Moussebel[2]
  - Prisonnier ou détenu
  - Permanent